# 저우하이메이
저우하이메이(중국어: 周海媚, 병음: Zhōu Hǎimèi, 한자음: 주해미, 광둥어: Zaau1 Hoi2 Mei6 자우호이메이, 영어: Kathy Chau, Kathy Chow 캐시 차우[*], 1966년 12월 6일~2023년 12월 11일)는 홍콩의 여성 영화배우, 텔레비전 연기자, 가수이다.
영국령 홍콩에서 출생하였으며 지난날 한때 중화인민공화국 둥베이 지방 지린성 창춘에서 잠시 유아기를 보낸 적이 있는 그녀는 1985년 미스 홍콩 선발대회에서 출연하여 첫 데뷔하였으며 이어 같은 해 홍콩의 텔레비전 드라마에서 연기자로 데뷔하였고 1986년 영화 《저자출경(豬仔出更)》의 주연을 맡아 영화배우로 데뷔하였다. 드라마 《의천도룡기》, 《사조영웅전》, 《무미랑전기》와 영화 《양문여장》, 《작전: 라스트 어썰트》 등에 출연하였다. 1995년에는 음반을 발표하여 가수로도 데뷔하였다.